# Albert C. Vaughn

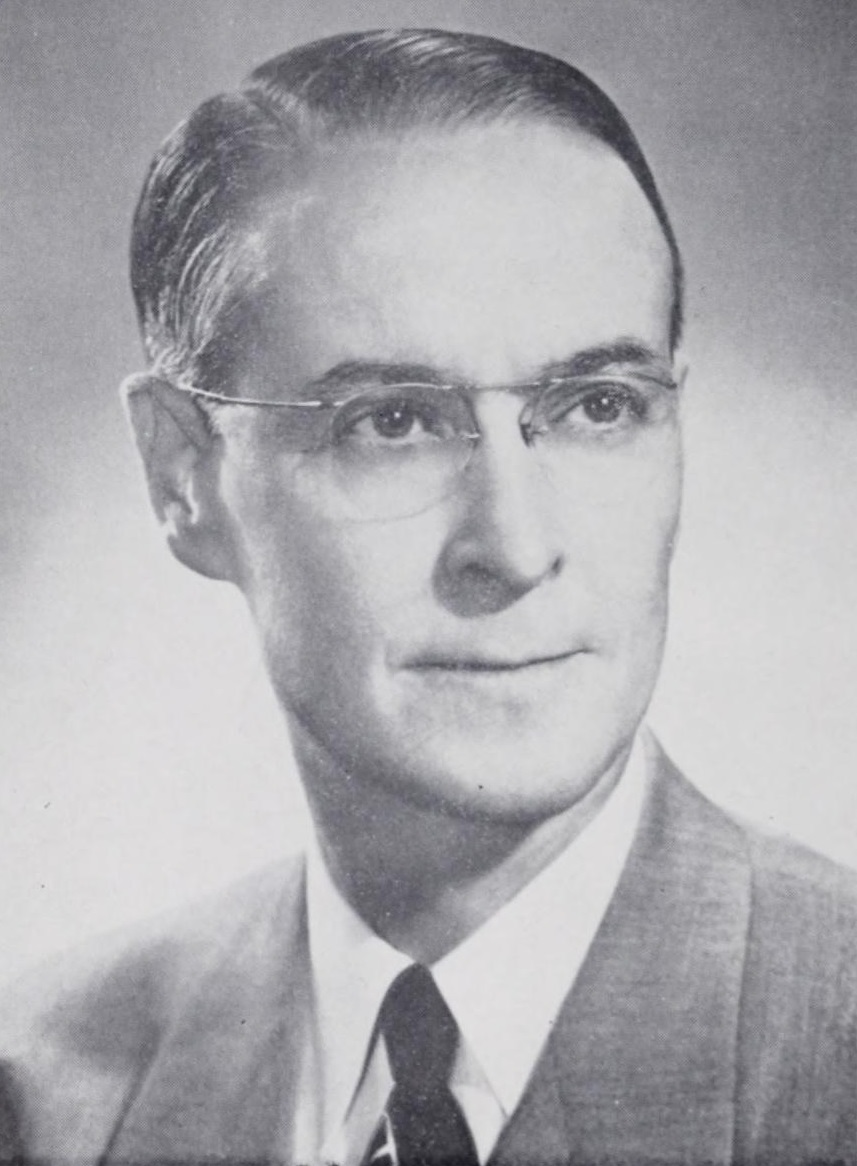
Albert C. Vaughn, 1952

Albert Clinton Vaughn, Jr. (* 9. Oktober 1894 in West Catasauqua, Lehigh County, Pennsylvania; † 1. September 1951 in Fullerton, Pennsylvania) war ein US-amerikanischer Politiker. Im Jahr 1951 vertrat er den Bundesstaat Pennsylvania im US-Repräsentantenhaus.

## Werdegang
Albert Vaughn besuchte die öffentlichen Schulen in Whitehall und danach bis 1910 die dortige High School. Im Jahr 1911 absolvierte er das Business College in Allentown. Außerdem belegte er weiterführende Kurse im Bereich Betriebswirtschaft. Während des Ersten Weltkrieges diente er in der US Navy. In den folgenden Jahren arbeitete er in der freien Wirtschaft. Er bekleidete unter anderem Verwaltungspositionen und war im Verkauf tätig. Zwischen 1929 und 1935 war er Schuldirektor in Whitehall. Gleichzeitig schlug er als Mitglied der Republikanischen Partei eine politische Laufbahn ein. In den Jahren 1945 und 1947 gehörte er zum Stab der Kongressabgeordneten Charles L. Gerlach bzw. Franklin H. Lichtenwalter.
Bei den Kongresswahlen des Jahres 1950 wurde Vaughn im achten Wahlbezirk von Pennsylvania in das US-Repräsentantenhaus in Washington, D.C. gewählt, wo er am 3. Januar 1951 die Nachfolge von Lichtenwalter antrat. Er konnte dieses Mandat aber nur bis zu seinem Tod am 1. September desselben Jahres ausüben. Diese Zeit war von den Ereignissen des Kalten Krieges geprägt.